# Enicmus histrio
Enicmus histrio là một loài bọ cánh cứng trong họ Latridiidae. Loài này được Joy & Tomlin miêu tả khoa học năm 1910.